# São Vicente (Cabo Verde)
São Vicente es un municipio caboverdiano situado en la isla de São Vicente. Abarca toda la isla de São Vicente y la vecina isla de Santa Luzia, así como los islotes Branco y Raso, todos en el grupo de Barlovento.
Posee también una importante industria de manufacturas, pesquera y agricultura.
El Día del Municipio (Dia do Município) es el 22 de enero.

## Toponimia
São Vicente toma el nombre del día de su descubrimiento, el 22 de enero que en el santoral es San Vicente.

## Geografía física

### Localización
El municipio de São Vicente se encuentra en la isla de São Vicente y también incluye la despoblada isla de Santa Luzia y los islotes Branco y Raso.

## Organización territorial
Consta de una freguesia:
- Nossa Senhora da Luz

## Demografía
| Gráfica de evolución demográfica de São Vicente entre 1940 y 2021 |
| |
| Población del municipio entre los años 1940 y 2010 según el censo de población de la página web Opendataforafrica.org. Población estimada según el Instituto Nacional de Estatística de Cabo Verde. Población según el resultado censal preliminar de 2021 del Instituto Nacional de Estatística de Cabo Verde según la página web citypopulation.de. |

## Transportes

### Conexiones

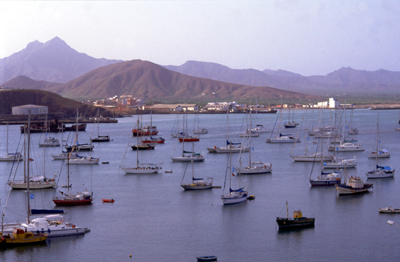
Mindelo, São Vicente.

#### Carreteras
Las principales carreteras parten de Mindelo, una hacia al sur que conecta con el aeropuerto y la localidad de São Pedro, otra hacia el este para llegar hasta Calhau, y una tercera al norte que une con las localidades de Salamansa y Baía das Gatas.

#### Transporte aéreo
Dispone del Aeropuerto Internacional Cesária Évora, que la conecta con la capital y la isla de Sal, también dispone de conexiones con ciudades europeas como Lisboa, Ámsterdam y París.

#### Transporte marítimo
En la localidad de Mindelo se encuentra el puerto más importante del país con una gran bahía que le convierte en uno de los puertos más seguros del mundo. A él llegan barcos de los distintos puertos de Cabo Verde y de otros lugares del mundo.

## Servicios públicos

### Seguridad
En el año 2005 el municipio disponía de 3 comisarías de policía.

## Patrimonio cultural inmaterial

### Festividades
La segunda quincena de agosto se celebra el Festival del de "Baía das Gatas", que es el más importante del país, que viene celebrándose desde el año 1984.
El 22 de enero es el día de San Vicente.
El 3 de mayo se celebra la festividad del día de Santa Cruz.
El 24 de junio es el día de San Pedro.

## Equipos deportivos
- Académica do Mindelo
- Amarante
- Batuque FC
- FC Derby
- CS Mindelense
- Clube Desportivo Falcões do Norte

## Montañas
- Monte Cara
- Monte Verde